# Mochlosoma validum
Mochlosoma validum là một loài ruồi trong họ Tachinidae.